# Référendum de 2020 sur la modification du nom de l'État de Rhode Island
Un référendum de 2020 sur la modification du nom de l’État de Rhode Island a lieu le 3 novembre 2020. Il fait partie des multiples consultations électorales dans le pays lors de l'Election Day. La population est amenée à se prononcer sur un amendement constitutionnel d'initiative parlementaire, dit Question 1, visant à changer le nom de l’État de Rhode Island. Ce dernier est depuis sa création officiellement appelé « État de Rhode Island et des Plantations de Providence » (State of Rhode Island and Providence Plantations). La proposition vise à aligner ce nom officiel sur celui couramment utilisé de Rhode Island.
Le changement de nom est approuvé par 53 % des suffrages exprimés.

## Contexte
Le changement de nom de l'État fait l'objet de débats depuis trois décennies du fait que les plantations évoquent l'esclavage, dont Rhode Island fut l'un des principaux centres. Cet ajout de Roger Williams, un abolitionniste du XVIIe siècle, fait pourtant référence à la colonie fondatrice et n'est donc pas lié à l'esclavage. Les législateurs et la gouverneure Gina Raimondo relancent le débat à l'été 2020, marqué par les marches en protestation contre la mort de George Floyd.

## Résultats
| Choix                     | Votes   | %     |
| ------------------------- | ------- | ----- |
| Pour                      | 247 261 | 53,12 |
| Contre                    | 218 175 | 46,88 |
|                           |         |       |
| Votes valides             | 465 436 |       |
| Votes blancs et invalides |         |       |
| Total                     |         | 100   |
| Abstention                |         |       |
| Inscrits/Participation    |         |       |

| Pour 247 247 (53,12 %) |  |  | Contre 218 170 (46,88 %) |
| ▲                      |  |  |                          |
| Majorité absolue       |  |  |                          |